# Polizzi Generosa
Polizzi Generosa est une commune italienne de la province de Palerme en Sicile.
C'est un village médiéval pittoresque situé dans les montagnes des Madonies, en Sicile, reconnu pour son riche patrimoine historique et ses traditions locales. Fondé par les Normands au XIe siècle, il est célèbre pour ses églises anciennes, ses ruelles étroites et sa cuisine sicilienne authentique.

## Géographie
La commune est située sur le territoire du parc naturel régional des Madonie, dans les montagnes des Madonies.

## Histoire
Polizzi Generosa, un village pittoresque perché à 917 mètres d'altitude dans les montagnes des Madonies en Sicile, a une histoire riche qui remonte à plusieurs millénaires. Dès le VIe siècle av. J.-C., le site était déjà habité, comme en témoignent des découvertes archéologiques, notamment une monnaie anépigraphe (sans inscription) trouvée dans la région, qui témoigne de l'importance stratégique de ce lieu aux confins des influences grecques et puniques.

### Période classique et hellénistique
Aux IVe et IIIe siècles av. J.-C., Polizzi Generosa servait de poste avancé militaire à la frontière entre les domaines puniques de Carthage et les territoires de Syracuse. Des vestiges d'une nécropole datant de cette période, mise au jour en 1980 lors de la construction d'un institut technique local, révèlent que la ville possédait déjà une organisation sociale et une infrastructure élaborée. On a découvert des preuves de la présence de mercenaires campaniens dans la région, notamment sous la forme de trésors monétaires découverts dans les années 1950.

### Époque romaine et arabe
Avec l'arrivée des Romains, Polizzi continua à prospérer grâce à sa position stratégique. Cependant, c'est sous la domination arabe, du IXe au XIe siècle, que le village connut un développement économique et culturel significatif. Le nom de "Polizzi", dérivé du grec "Polis" (qui signifie "ville"), apparaît sous la forme "Bulis" chez le géographe arabe Al Idrisi. Les Arabes renforcèrent les infrastructures locales et transformèrent la ville en un centre agricole et commercial dynamique.

### Époque normande et médiévale
Après la conquête normande de la Sicile au XIe siècle, Polizzi entra dans une nouvelle ère de prospérité. Les Normands introduisirent le système féodal et la ville devint un centre administratif important sous leur règne. C'est à cette époque que Polizzi acquit le titre de "Generosa" de la part de Frédéric II de Sicile en 1234. Impressionné par l'accueil chaleureux de ses habitants et leur loyauté, il offrit ce titre en signe de gratitude. Ce titre de "Generosa" symbolise encore aujourd'hui l'hospitalité et la générosité des habitants de Polizzi.

### Renaissance et déclin
Aux XIIIe et XIVe siècles, Polizzi Generosa prospéra sous l'influence des seigneuries locales et des familles nobles telles que les Palizzi et les Chiaramonte. Pendant la période angevine, Polizzi devint une "città demaniale", ou ville royale, jouissant de privilèges et d'une certaine autonomie. Cependant, le destin de la ville changea avec la peste de 1575-76, qui décima une grande partie de sa population. Ce déclin démographique fut aggravé par des difficultés économiques et des catastrophes naturelles.

### Renouveau au XIXe siècle
Malgré ces défis, Polizzi connut un renouveau à la fin du XIXe siècle avec le développement du commerce et l'amélioration des infrastructures locales. Des activités artisanales et commerciales prospérèrent, aidées par l'amélioration des routes et des voies de communication. La ville devint un point de passage pour les marchands et les voyageurs, renouant avec une partie de son ancienne splendeur.

### Polizzi Generosa aujourd'hui
Aujourd'hui, Polizzi Generosa est un lieu qui combine un riche patrimoine historique avec des traditions vivantes. Parmi les événements culturels notables, on trouve la Sagra delle Nocciole, une fête annuelle dédiée à la noisette, qui met en valeur l'un des produits les plus célèbres de la région. Cette célébration attire des visiteurs de toute la Sicile et au-delà, et permet de découvrir les coutumes locales, les danses folkloriques, la musique, et la cuisine traditionnelle.
Polizzi est également connue pour ses paysages naturels exceptionnels au cœur du parc des Madonies, où les visiteurs peuvent explorer des sentiers de randonnée, des grottes et des sites archéologiques, tout en profitant de la flore et de la faune uniques de la région.

## Administration
| Période                                  | Période  | Identité           | Étiquette | Qualité |
| ---------------------------------------- | -------- | ------------------ | --------- | ------- |
| 27 mai 2003                              | En cours | Salvatore Glorioso |           |         |
| Les données manquantes sont à compléter. |          |                    |           |         |

### Communes limitrophes
Caltavuturo, Castellana Sicula, Isnello, Petralia Sottana, Scillato, Sclafani Bagni, Vallelunga Pratameno (CL), Villalba (CL).

## Personnalités liées à la commune
Polizzi Generosa est le village natal de :
- Mariano Rampolla del Tindaro, cardinal secrétaire d'État de Léon XIII ;
- Giuseppe Antonio Borgese, écrivain critique et professeur universitaire ;
- Domenico Dolce, styliste, cofondateur de la marque Dolce & Gabbana.

Autres personnalités :
- Vincent Schiavelli : Polizzi Generosa est le village d'origine de la famille de l'acteur américain qui a contribué à faire connaître le village à l'international. Il a même écrit un livre sur la cuisine de Polizzi Generosa et ses racines siciliennes.